# Dark•Matter
Dark•Matter es un escenario de ciencia ficción/teoría conspiracional, publicado por Wizards of the Coast por primera vez en 1999 para el juego de rol Alternity. Escrito por Wolfgang Baur y Monte Cook, se adaptó a las reglas del d20 Modern y se publicó como libro independiente en 2006.

## Escenario
En el escenario, el Instituto Hoffman es una organización que investiga fenómenos y criaturas extrañas. Los jugadores adoptan los roles de miembros de esta organización y se adentran en lo supernatural y misterioso. La premisa del juego es que cerca cada historia extraña o supernatural es real, pero que una trama de conspiraciones y organizaciones secretas ocultan esta verdad del ciudadano de a pie.
Esta premisa no es única de Dark•Matter, ya que se ha utilizado anteriormente como base para un juego de rol en Bureau 13.